# Schurmak-Kultur
| Prähistorische Kulturen Russlands |                         |
| Mittelsteinzeit                   |                         |
| Kunda-Kultur                      | 7400–6000 v. Chr.       |
| Jungsteinzeit                     |                         |
| Bug-Dnister-Kultur                | 6500–5000 v. Chr.       |
| Dnjepr-Donez-Kultur               | 5500–4000 v. Chr.       |
| Sredny-Stog-Kultur                | 4500–3500 v. Chr.       |
| Jekaterininka-Kultur              | 4300–3700 v. Chr.       |
| Kammkeramische Kultur             | 4200–2000 v. Chr.       |
| Fatjanowo-Kultur                  | um 2500 v. Chr.         |
| Kupfersteinzeit                   |                         |
| Nordkaspische Kultur              |                         |
| Kurgankultur                      | 5000–3000 v. Chr.       |
| Samara-Kultur                     | um 5000 v. Chr.         |
| Chwalynsk-Kultur                  | 5000–4500 v. Chr.       |
| Botai-Kultur                      | 3700–3100 v. Chr.       |
| Jamnaja-Kultur                    | 3600–2300 v. Chr.       |
| Afanassjewo-Kultur                | 3500–2500 v. Chr.       |
| Ussatowe-Kultur                   | 3300–3200 v. Chr.       |
| Glaskowo-Kultur                   | 3200–2400 v. Chr.       |
| Bronzezeit                        |                         |
| Poltavka-Kultur                   | 2700–2100 v. Chr.       |
| Potapovka-Kultur                  | 2500–2000 v. Chr.       |
| Katakombengrab-Kultur             | 2500–2000 v. Chr.       |
| Abaschewo-Kultur                  | 2500–1800 v. Chr.       |
| Sintaschta-Kultur                 | 2100–1800 v. Chr.       |
| Okunew-Kultur                     | um 2000 v. Chr.         |
| Samus-Kultur                      | um 2000 v. Chr.         |
| Andronowo-Kultur                  | 2000–1200 v. Chr.       |
| Susgun-Kultur                     | um 1700 v. Chr.         |
| Srubna-Kultur                     | 1600–1200 v. Chr.       |
| Kolchis-Kultur                    | 1700–600 v. Chr.        |
| Begasy-Dandybai-Kultur            | um 1300 v. Chr.         |
| Karassuk-Kultur                   | um 1200 v. Chr.         |
| Ust-Mil-Kultur                    | um 1200–500 v. Chr.     |
| Koban-Kultur                      | 1200–400 v. Chr.        |
| Irmen-Kultur                      | 1200–400 v. Chr.        |
| Spätirmen-Kultur                  | um 1000 v. Chr.         |
| Plattengrabkultur                 | um 1300–300 v. Chr.     |
| Aldy-Bel-Kultur                   | 900–700 v. Chr.         |
| Eisenzeit                         |                         |
| Baitowo-Kultur                    |                         |
| Tagar-Kultur                      | 900–300 v. Chr.         |
| Nosilowo-Gruppe                   | 900–600 v. Chr.         |
| Ananino-Kultur                    | 800–300 v. Chr.         |
| Tasmola-Kultur                    | 700–300 v. Chr.         |
| Gorochowo-Kultur                  | 600–200 v. Chr.         |
| Sagly-Baschi-Kultur               | 500–300 v. Chr.         |
| Jessik-Beschsatyr-Kultur          | 500–300 v. Chr.         |
| Pasyryk-Stufe                     | 500–300 v. Chr.         |
| Sargat-Kultur                     | 500 v. Chr.–400 n. Chr. |
| Kulaika-Kultur                    | 400 v. Chr.–400 n. Chr. |
| Tes-Stufe                         | 300 v. Chr.–100 n. Chr. |
| Schurmak-Kultur                   | 200 v. Chr.–200 n. Chr. |
| Taschtyk-Kultur                   | 100–600 n. Chr.         |
| Tschernjachow-Kultur              | 200–500 n. Chr.         |

Die Schurmak-Kultur war seit dem 2. Jahrhundert v. Chr. in Tuwa im südlichen Sibirien verbreitet und wird der hunnischen Epoche zugeordnet. Ihre Vorgängerkultur war die skythenzeitliche Sagly-Baschi-Kultur. Kenk 1984 datiert das Ende der Schurmak-Kultur in das 2. Jahrhundert n. Chr., Mandelschtam-Stambulnik 1992 und Parzinger 2006 dagegen in das 4. oder 5. Jahrhundert. Der wichtigste Fundort der Schurmak-Kultur ist die Nekropole von Kokel, die 1959–1966 von russischen Archäologen umfassend untersucht wurde.
Die Keramik wies in der Frühzeit deutliche Beziehungen zur Tes-Stufe und frühen Taschtyk-Kultur im Minussinsker Becken auf. So finden sich Tonimitate von Bronzekesseln, Töpfe mit gerundeter Wandung und kurzem, konischem Hohlfuß und vasenartige Gefäße mit breiter Standfläche und engem Zylinderhals. In späteren Fundkomplexen dominieren Trichterrandtöpfe mit aufgesetzter Leistenzier an Schulter und Bauch. An Kleinfunden finden sich Gefäße aus Holz oder Birkenrinde, Textilreste, Pfeilspitzen, Reste von Bögen, Gürtelschnallen und Gürtelplatten. Die in der Frühzeit noch zu findenden Verzierungen mit Motiven des skythischen Tierstils verschwanden in der späteren Stufe der Schurmak-Kultur. Hölzerne Nachbildungen von Dolchen dienten als Grabbeigaben. Die Toten wurden in eingetieften hölzernen Särgen unter steinernen Kurganen bestattet. In der Frühzeit lagen die Leichen in linker Hockerlage, später dann in gestreckter Rückenlage. Männern wurden insbesondere Waffen, Frauen dagegen Holzgefäße und Spiegel beigegeben.
Knochenfunde aus Gräbern zeigen, dass die Träger der Schurmak-Kultur Vieh, besonders Schafe, züchteten und in bescheidenerem Maße Hirsche, Wildziegen und Elche jagten. Hirsereste können auf Ackerbau hinweisen.
In der Mitte des 6. Jahrhunderts wurde Tuwa Teil des Reiches der Göktürken; die materielle Kultur zeigt nun enge Beziehungen zu etwas älteren Kulturen im Altai. Der Übergang von der Schurmak-Kultur zur alttürkischen Zeit ist bislang jedoch nicht restlos geklärt.